# Anders Samsing
Anders Samsing (2. december 1672 i Ramme, Ribe Stift – 13. marts 1751) var en dansk præst og personalhistoriker.
Han var født i Ramme, hvor faderen, Peder Andersen Samsing, var præst; moderen hed Ane Hansdatter Juul. Efter skolegang flere steder, sidst i Sorø Akademi, blev Samsing student 1692, men måtte på grund af fattigdom forlade universitetet efter et års forløb og blive huslærer. Han tog dog 1696 teologisk attestats. 1701-07 øverste hører og kantor på Herlufsholm. Derefter på 4. år dansk og tysk præst på St. Thomas i Vestindien; endelig 1714 kaldet til sognepræst i Kølstrup og Agedrup på Fyn, i hvilken stilling han døde 13. marts 1751. Han roses højlig for sin "Lærdom, Dyd og ypperlige Hukommelse", og han var en flittig personalhistoriker, af hvis arbejder en del endnu findes i offentlige og private håndskriftsamlinger. Prøver af hans samlinger til Fyns præstehistorie er meddelte i Ny kirkehistoriske Samling, VI. 1714 havde han ægtet Barbara Sørensdatter Ballov (død 1725).